# Chiesa di San Giorgio Martire (Bergantino)
La chiesa di San Giorgio Martire è la parrocchiale di Bergantino, in provincia di Rovigo e diocesi di Adria-Rovigo; fa parte del vicariato di Castelmassa.

## Storia
La prima citazione di una chiesa a Bergantino risale al 1300. Nel XVI secolo risulta che Bergantino era sede di una parrocchiale della diocesi di Ferrara. Nel 1599 il vescovo Fontana esortò la popolazione a costruire una nuova chiesa. 
Nel 1673 fu posta la prima pietra della nuova chiesa, completa ed aperta al culto nel 1700. Il campanile venne realizzato tra il 1721 ed il 1731 da Vincenzo Santini. Nel 1818 la parrocchia di Bergantino venne ceduta dall'arcidiocesi di Ferrara alla diocesi di Adria. La parrocchiale fu ristrutturata nel 1834, nel 1939, nel 1957 e nel 1970.

## Interno
All'interno vengono custodite pregevoli tele tra cui:
- Gesù porta croce e santi domenicani dipinto da Lorenzo Costa il Vecchio (Ferrara, 1460 - Mantova, 5 marzo 1535), uno dei più importanti pittori della scuola ferrarese.
- Pala della Sacra Famiglia, attribuita al pittore bolognese Giuseppe Maria Crespi (Bologna 14 marzo 1665 - 16 luglio 1747).

## Campanile
Il campanile è stato realizzato tra il 1721 e il 1731 dall'architetto Vincenzo Santini. Ospita 6 campane:
1. solb3, dedicata a San Giorgio martire. Rifusa a spese della comunità di Bergantino dall'Allanconi di Crema nel 1988, a seguito di una crepa. La precedente era stata restituita dalla Colbachini di Padova nel 1948. Iscrizioni: Huius Comunitatis Patronus. Peso 610 kg.
2. lab3 dedicata al Sacro Cuore di Gesù. Fusa nel 1988 dalla Capanni di Castelnovo ne' Monti, a spese dell'Associazione Sacro Cuore. Iscrizioni: Laudo Deum verum - vivos evoco - mortus plango - fulgora scindo". Peso 400 kg. Ribatte le ore dopo 4 minuti.
3. sib3, fusa dalla Soletti di Treviso nel 1732
4. si3, dedicata a S. Maria della Misericordia. Fusa dalla Capanni di Castelnovo ne' Monti nel 1988, a spese della famiglia Strozzi. Iscrizioni: Ave Maria, Te veniente die, Te decente, Saluto. Peso 220 kg.
5. reb4, fusa dalla Soletti di Treviso nel 1732. Batte le ore e un tocco alla mezza.
6. mib4, dedicata a Sant'Antonio da Padova. Fusa dalla Capanni di Castelnovo ne' Monti nel 1988 a spese della famiglia Fabbri. Iscrizioni: Benedici le nostre famiglie, il nostro lavoro, i nostri campi. Peso 116 kg.

Sonelli fissi, fusi dalla Capanni di Castelnovo ne' Monti nel 1988:
1. fa4, dedicato a San Giovanni Bosco. Fuso a spese delle famiglie Franciosi e Zagato. Iscrizioni: Pregate il Signore bambini, lodatelo con timpani e suoni. Peso 80 kg.
2. solb4, dedicato a Santa Rita da Cascia. Fuso a spese della famiglia Gruppioni. Iscrizioni: Prega per noi. Peso 65kg.